# Shane van Aarle
Shane van Aarle, né le 5 juin 2006 à Bakel, est un footballeur néerlandais qui joue au poste de défenseur central.

## Biographie

### Carrière en club
Né à Bakel aux Pays-Bas, Shane van Aarle a grandi à Wetteren, en Belgique,.
Il est formé par le Club Bruges, avant un court passage par le Royal Excel Mouscron avant sa faillite, pour finalement rejoindre le FC Eindhoven dans son pays natal, où il commence sa carrière professionnelle en championnat des Pays-Bas de deuxième division,.
Il joue son premier match avec l'équipe première du club le 9 décembre 2024, entrant en jeu lors du déplacement chez le Jong FC Utrecht en championnat.
Lié uniquement par un contrat amateur avec le FC Eindhoven à la fin de la saison 2024-2025, Van Aarle signe avec la Juventus en mai 2025, devant rejoindre le club Serie A à l'été suivant,,,.

### Carrière en sélection
En juin 2025, van Aarle est convoqué avec l'équipe des Pays-Bas des moins de 19 ans pour participer au Championnat d'Europe des moins de 19 ans qui a lieu en Roumanie.
Les Pays-Bas remportent la demi-finale contre la Roumanie, sur le score de 3-1.

## Palmarès
À venir